# Yusuke Nakamura
Yusuke Nakamura (født 6. oktober 1986) er en tidligere japansk fodboldspiller.
Han har spillet for flere forskellige klubber i sin karriere, herunder Vissel Kobe.